# Gunter Schoß
Gunter Schoß (* 2. Dezember 1940 in Berlin) ist ein deutscher Schauspieler, Moderator, Rundfunk- und Synchron- sowie Hörspielsprecher.

## Leben
Schoß besuchte nach einigen Auftritten in freien Theatergruppen als gelernter Werkzeugmacher von 1962 bis 1965 das Nachwuchsstudio des Deutschen Fernsehfunks. Mit seiner Debütrolle des Egon Brümmer in Egon und das achte Weltwunder von 1964 hatte Gunter Schoß auf Anhieb große Popularität erreicht und entwickelte sich im Laufe der Jahrzehnte zu einem gefragten Charakterdarsteller in Fernsehen, Hörfunk und Kino. Besondere Beachtung fanden seine Darstellungen in der Titelrolle im Mehrteiler Die Bilder des Zeugen Schattmann (1972) nach einem Roman von Peter Edel und als Graf Sulkowski in Sachsens Glanz und Preußens Gloria (1985). Mit seiner markanten Bassstimme stand er für mehr als 150 Rollen vor der Kamera und wirkte in vielen Hörspielen und Lesungen für Radioprogramme und Hörbücher mit. Schoß moderierte von 2007 bis 2011 das MDR-Geschichtsmagazin Barbarossa und von 1999 bis 2015 die Dokumentationsreihe Geschichte Mitteldeutschlands.
Im Jahr 1995 erhielt Schoß für seine Sprecherrolle in der Dokumentation Drei Stunden Güstrow den Adolf-Grimme-Preis (zusammen mit Michael Krull).
Gunter Schoß ist seit 1987 mit Gabriele Jansen verheiratet und hat mit ihr zwei Töchter. Er lebt mit seiner Familie in Berlin-Pankow.

## Filmografie (Auswahl)
- 1964: Egon und das achte Weltwunder
- 1966: Geheimkommando Bumerang (TV-Dreiteiler)
- 1966: Oben fährt der große Wagen
- 1967: Die Räuber
- 1967: DEFA 70
- 1968: Nebeští jezdci (CSSR, erst 1990 dort unaufgeführt)
- 1968: Die Toten bleiben jung
- 1968: Geheimkommando Ciupaga (TV-Dreiteiler)
- 1968: Geheimkommando Spree (TV-Zweiteiler)
- 1968: Stunde des Skorpions (TV-Dreiteiler)
- 1968: Mein Vater Eddie
- 1969: Geheime Spuren (TV-Dreiteiler)
- 1969: Rendezvous mit unbekannt (Fernsehserie, 1 Folge)
- 1969: Sankt Urban (TV-Vierteiler)
- 1969: Nebelnacht
- 1972: Die Bilder des Zeugen Schattmann (TV-Vierteiler)
- 1972: Aller Liebe Anfang (TV-Dreiteiler)
- 1974: Polizeiruf 110: Fehlrechnung (TV-Reihe)
- 1976–1977: Das unsichtbare Visier (TV-Miniserie)
- 1977: Der Staatsanwalt hat das Wort: Eine Waschmaschine (TV-Miniserie)
- 1978: Clavigo
- 1978: Scharnhorst (TV-Miniserie)
- 1978: Der Staatsanwalt hat das Wort: Meine Frau
- 1979: Polizeiruf 110: Die letzte Fahrt
- 1980: Die Heimkehr des Joachim Ott
- 1981: Suturp – Eine Liebesgeschichte
- 1982: Polizeiruf 110: Der Unfall
- 1982: Rächer, Retter und Rapiere (Fernsehserie)
- 1984: Bockshorn
- 1985: Das zweite Leben des Dr. Gundlach
- 1983: Sachsens Glanz und Preußens Gloria (Fernsehsechsteiler, Teil Brühl)
- 1986: Treffpunkt Flughafen (Fernsehserie, 2 Folgen)
- 1986: Der Staatsanwalt hat das Wort: Ein todsicherer Tip
- 1986–1987: Schauspielereien (Fernsehserie, 2 Folgen)
- 1987: Der Staatsanwalt hat das Wort: Getrennte Wege
- 1987: Berlin – Brüderstraße 13 (Dokumentarfilm, Sprecher)
- 1987: Der Staatsanwalt hat das Wort: Für Elise
- 1987: Im Auftrag des Königs – Zwei Bildhauer in Berlin (Dokumentarfilm, Sprecher)
- 1987: Die Alleinseglerin
- 1989: Die Beteiligten
- 1990: Alter schützt vor Liebe nicht (Fernsehfilm)
- 1991: Der Tangospieler
- 1992: Tatort: Kainsmale (Fernsehreihe)
- 1993: Schwarz Rot Gold: Der Rubel rollt (Fernsehreihe)
- 1993: Tatort: Verbranntes Spiel
- 1994: Liebling Kreuzberg (Fernsehserie, 4 Folgen)
- 1994: Ein Bayer auf Rügen (Fernsehserie, 1 Folge)
- 1994: Die Kommissarin (Fernsehserie, Folge Böse Nachbarn)
- 1994: Ärzte: Die Narbe des Himmels (Fernsehreihe)
- 1994: Polizeiruf 110: Arme Schweine
- 1994–2005: Ein Fall für zwei (Fernsehserie, verschiedene Rollen, 4 Folgen)
- 1994–2013: Rosa Roth (Fernsehreihe) → siehe Episodenliste
- 1995: Schwarz greift ein (Fernsehserie, Folge Leistungsdruck)
- 1995: Tatort: Ein ehrenwertes Haus
- 1995: Tatort: Tod eines Auktionators
- 1995–1996: Unser Lehrer Doktor Specht (Fernsehserie, 7 Folgen)
- 1996: Tödliches Schweigen
- 1996: Derrick (Fernsehserie, 1 Folge)
- 1996: Ärzte: Herberge für einen Frühling
- 1997: Tatort: Tödlicher Galopp
- 1997: Ärzte: Vollnarkose
- 1998: Wolffs Revier (Fernsehserie, 1 Folge)
- 1998: Abgehauen
- 1998–1999: Fieber – Ärzte für das Leben (Fernsehserie, 7 Folgen)
- 1999: Gefährliche Wahrheit
- 1999: In aller Freundschaft (Fernsehserie, 15 Folgen)
- 2000: Die Wache (Fernsehserie, 1 Folge)
- 2001: Der Bulle von Tölz: Tödliches Dreieck (Fernsehreihe)
- 2003: Tierärztin Dr. Mertens
- 2003: Der letzte Zeuge (Fernsehserie, 1 Folge)
- 2003: Polizeiruf 110: Doktorspiele
- 2005: SOKO Leipzig (Fernsehserie, 1 Folge)
- 2006: Wir Weltmeister – ein Fußballmärchen
- seit 2006: Tierärztin Dr. Mertens (TV-Serie)
- 2009: Magna Aura – Die versunkene Stadt (Fernsehserie, 13 Folgen)
- 2009–2013: Der Landarzt (Fernsehserie, 50 Folgen)
- 2011: Polizeiruf 110: Blutige Straße

## Synchronisation
Nach dem Tod von Joachim Nottke im Jahr 1998 übernahm Schoß dessen Part als Erzähler in Kinderhörspielen, unter anderem in Benjamin Blümchen, Bibi und Tina und Bibi Blocksberg.
Als Synchronsprecher lieh Schoß unter anderem Donald Sutherland (Stolz und Vorurteil), F. Murray Abraham  (Star Trek: Der Aufstand), Sam Elliott (The Big Lebowski), Robert Forster (Jackie Brown), Steven Williams (Akte X) und Frank Langella (Die Bibel – Moses) seine Stimme. Er ersetzte im ersten deutschen Trailer für Der Hobbit: Eine unerwartete Reise den 2006 verstorbenen Synchronsprecher von Gandalf, Joachim Höppner.
Darüber hinaus tritt Schoß regelmäßig als Off-Sprecher in Fernsehdokumentationen und Reportagen in Erscheinung, darunter zahlreiche Dokumentarfilme der öffentlich-rechtlichen Sender zur Aufarbeitung deutscher Geschichte wie Ilse Koch – Die Hexe von Buchenwald (MDR, 2012).

## Hörspiele und Hörbücher
- 1969: Emmanuel Roblès, Philippe Derrez: Männerarbeit (Toni) – Regie: Edgar Kaufmann (Hörspiel – Rundfunk der DDR)
- 1970: Arne Leonhardt: Unser stiller Mann (Harry Trumpolt) – Regie: Werner Grunow (Hörspiel – Rundfunk der DDR)
- 1970: Autorenkollektiv: Gespräche an einem langen Tag – Regie: Detlef Kurzweg (Hörspiel – Rundfunk der DDR)
- 1970: Helga Pfaff: Die Schildbürger (Büttner) – Regie: Horst Liepach (Kinderhörspiel – Rundfunk der DDR)
- 1971: Gerhard Rentzsch: Das Amulett – Regie: Wolf-Dieter Panse (Hörspiel (6 Teile) – Rundfunk der DDR)
- 1971: Rudi Strahl: In Sachen Adam und Eva – Regie: Peter Groeger (Hörspiel – Rundfunk der DDR)
- 1974: Joachim Walther: Randbewohner – Regie: Werner Grunow (Hörspiel – Rundfunk der DDR)
- 1976: Hans Siebe: Der Tod des Reinhard Kunelka (Wenzel) – Regie: Fritz-Ernst Fechner (Kriminalhörspiel – Rundfunk der DDR)
- 1978: Erich Schlossarek Der Aufschub – Regie: Christoph Schroth (Hörspiel – Rundfunk der DDR)
- 1979: Horst G. Essler: Roboter weinen nicht (Dr. Sharlow) – Regie: Fritz-Ernst Fechner (Kriminalhörspiel – Rundfunk der DDR)
- 1980: Fritz Rudolf Fries: Der fliegende Mann – Regie: Horst Liepach (Biographie – Rundfunk der DDR)
- 1981: Katrin Lange: Die Adoption – Regie: Maritta Hübner (Kinderhörspiel – Rundfunk der DDR)
- 1982: Gisela Richter-Rostalski: Markos Geldschein – Regie: Norbert Speer (Kinderhörspiel – Rundfunk der DDR)
- 1983: August Strindberg: Ein Traumspiel (Offizier) – Regie: Peter Groeger (Märchen für Erwachsene – Rundfunk der DDR)
- 1984: Charles Perrault: Riquet und Mirabelle (Freier, am Hof Prinzessin Mirabelles) – Regie: Karin Lorenz (Kinderhörspiel – Litera)
- 1985: Jacob Grimm, Wilhelm Grimm: Die Nixe (Witwer) – Regie: Manfred Täubert (Kinderhörspiel – Rundfunk der DDR)
- 1985: Kurt Tucholsky: Rheinsberg (Wolfgang) – Regie: Barbara Plensat (Hörspiel – Rundfunk der DDR) Der Audio Verlag 2001, ISBN 3-89813-158-0, Nachauflage 2012: ISBN 978-3-86231-157-6.
- 1989: Gerhard Rentzsch: Szenen vom Lande – Regie: Karlheinz Liefers (Hörspielreihe: Augenblickchen Nr. 1 – Rundfunk der DDR)
- 1989: Luise Rinser: Detektivin Susi löst einen ungewöhnlichen Fall (Oberwachtmeister Meierlein) – Regie: Manfred Täubert (Kinderhörspiel – Rundfunk der DDR)
- 1991: Gerhard Rentzsch: Szenen aus deutschen Landen, eingeleitet und mit Zwischenberichten versehen über die Reise eines Mannes mit Pappkarton – Regie: Walter Niklaus (Hörspielreihe: Augenblickchen Nr. 4 – DS Kultur/BR)
- 1999: David Baldacci: Die Wahrheit, 5 CDs. Lübbe 1999, ISBN 3-7857-1053-4.
- 2001: Józef Ignacy Kraszewski: Gräfin Cosel (Baron von Löwendahl) – Regie: Walter Niklaus (Hörspiel (5 Teile) – MDR)
- 2002: Theodor Fontane: Wanderungen durch die Mark Brandenburg, 25 CDs. Unterlauf & Zschiedrich Hörbuchverlag ISBN 978-3-934384-25-5.
- 2003: Robert Merle: Das Idol. 5 CDs. Random House Audio, 2003, ISBN 3-89830-522-8.
- 2005: Marcus Braun: Delhi – Regie: Oliver Sturm (Hörspiel – SWR)
- 2006: Adalbert Stifter Wanderungen durch Böhmen und Bayern. Unterlauf & Zschiedrich Hörbuchverlag 2006, ISBN 3-934384-31-5.
- 2006: Wilhelm Raabe: Die schwarze Galeere. 2 CDs. Argon, 2006, ISBN 3-86610-003-5.
- 2006: Nagib Mahfuz: Cheops. 3 CDs. GoyaLit, 2006, ISBN 3-8337-1544-8.
- 2007: Dashiell Hammett: Sam Spade ermittelt. Unterlauf & Zschiedrich Hörbuchverlag 2007, ISBN 978-3-934384-34-7.
- 2008/2010: Der Malerweg in der Sächsischen Schweiz – Jubiläumsausgabe. 2 CDs. Unterlauf & Zschiedrich Hörbuchverlag, ISBN 978-3-934384-49-1.
- 2010: Peter Jacobi: Der Papmat – Regie: Oliver Sturm (Kinderhörspiel – Deutschlandfunk Kultur)
- 2011: Fischland Darss – Musik & Regie: Frank Fröhlich, Goldmund Hörbücher ISBN 978-3-939669-17-3
- 2012: Christian Hussel: Die Rubine des Berbers – Regie: Wolfgang Rindfleisch (Hörspiel – DKultur)
- 2012: Duell in Sanssouci. 1 CD. Eulenspiegel Verlag, Berlin 2012, ISBN 978-3-359-01138-5.
- 2013: Saitenklang und Missetat – Wilhelm Busch und die Musik – Musik & Regie: Frank Fröhlich, Goldmund Hörbücher, ISBN 978-3-939669-21-0
- 2014: Tom Peuckert: Klassiker Europas – Regie: Oliver Sturm (Literarische Séance – RBB)
- 2020: Peter Hacks: Manchmal grünet das Ziel. Gedichte, Merk- und Denkwürdigkeiten. 2 CDs. Eulenspiegel Verlag, ISBN 978-3-359-01193-4.